# Ludwig Ehrler
Ludwig Ehrler (* 20. August 1939 in Leipzig; † 26. Oktober 2014 ebenda) war ein deutscher Maler und Hochschullehrer.

## Leben
Ehrler studierte von 1958 bis 1965 Angewandte Malerei an der Burg Giebichenstein Kunsthochschule Halle, u. a. bei Meinolf Splett, und war danach in Halle freischaffend tätig. Er war bis 1990 Mitglied des Verbands Bildender Künstler der DDR.
Ab 1992 hatte er an der Burg einen Lehrauftrag, von 1994 bis zu seiner Emeritierung 2004 war er Professor für Bildnerische Grundlagen: Farbe, Licht, Raum. In den Jahren 1998 bis 2002 (nach anderen Angaben bis 2003) amtierte er als Rektor der Hochschule „in einer schwierigen Phase des Umbruchs“.
Neben der Malerei widmete er sich der Gebrauchsgraphik, insbesondere der Plakatgestaltung, sowie der Raumgestaltung.
Von 2004 bis 2013 gehörte er als Mitglied der Fraktion MitBÜRGER für Halle – NEUES FORUM dem Stadtrat in Halle an.
Ehrler war der Pate der Tochter des Physikers Konrad Unger, Katrin Unger, die 1999 verstarb.

## Ehrungen
- 1983: Architekturpreis des Rates des Bezirkes Halle für die Gestaltung des Kinos Prisma in Halle-Neustadt (1999 abgerissen)
- 1992: Kunstpreis des Landes Sachsen-Anhalt
- 2005: Bundesverdienstkreuz[4]

## Werke (Auswahl)

### Werke im öffentlichen Raum (Auswahl)
- Toranlage Neustädter Passage in Halle-Neustadt (1987)
- Fassadengestaltung Oberfinanzdirektion Magdeburg (1995)
- Innengestaltung der Kirche St. Mariä in Tripkau (Amt Neuhaus) (1996–1998)
- Ausstattung der Dietrich-Bonhoeffer-Kapelle (Halle) (2000)
- Raum der Stille, Andachtsraum im Universitätsklinikum Halle in Kröllwitz (2006)[5]

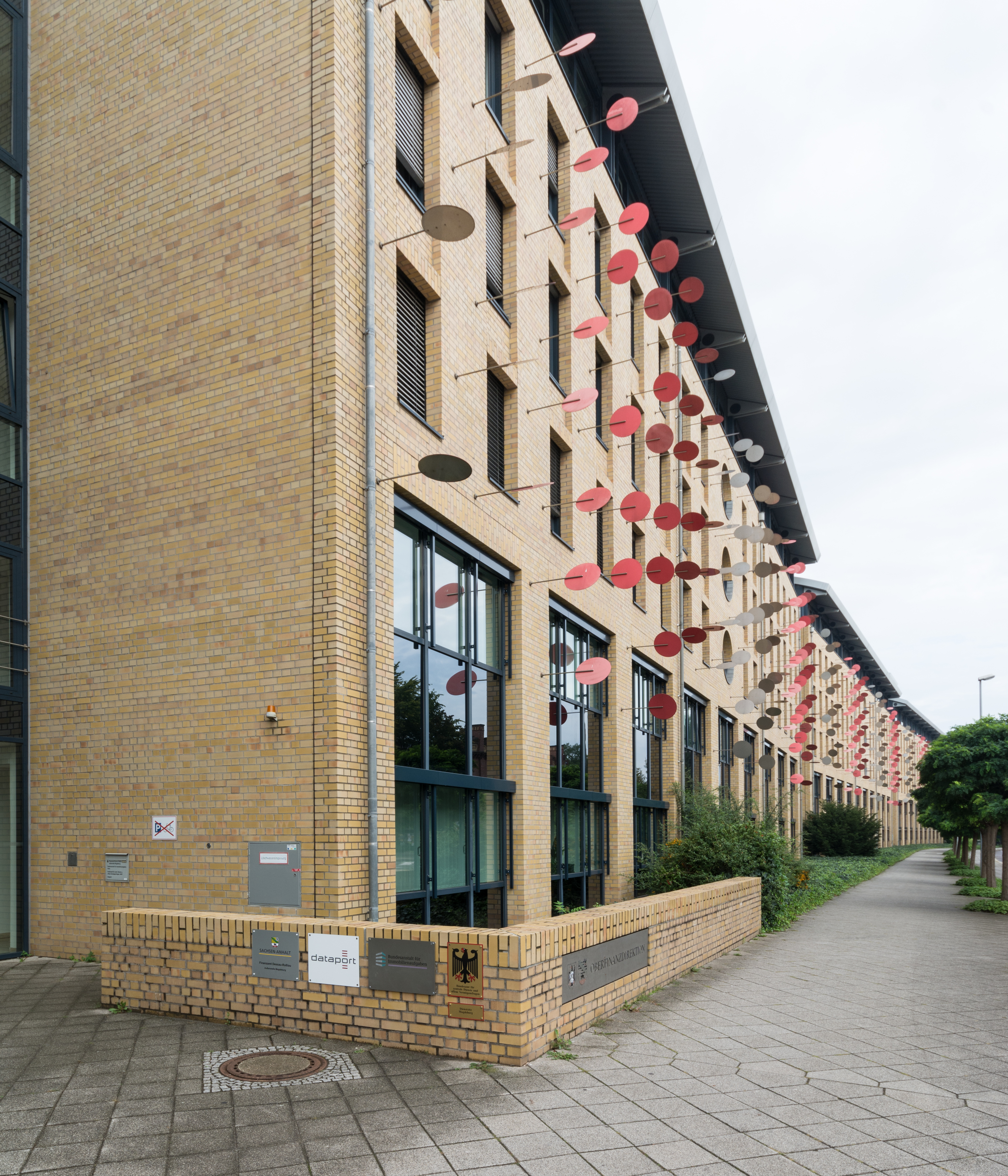
Oberfinanzdirektion Magdeburg
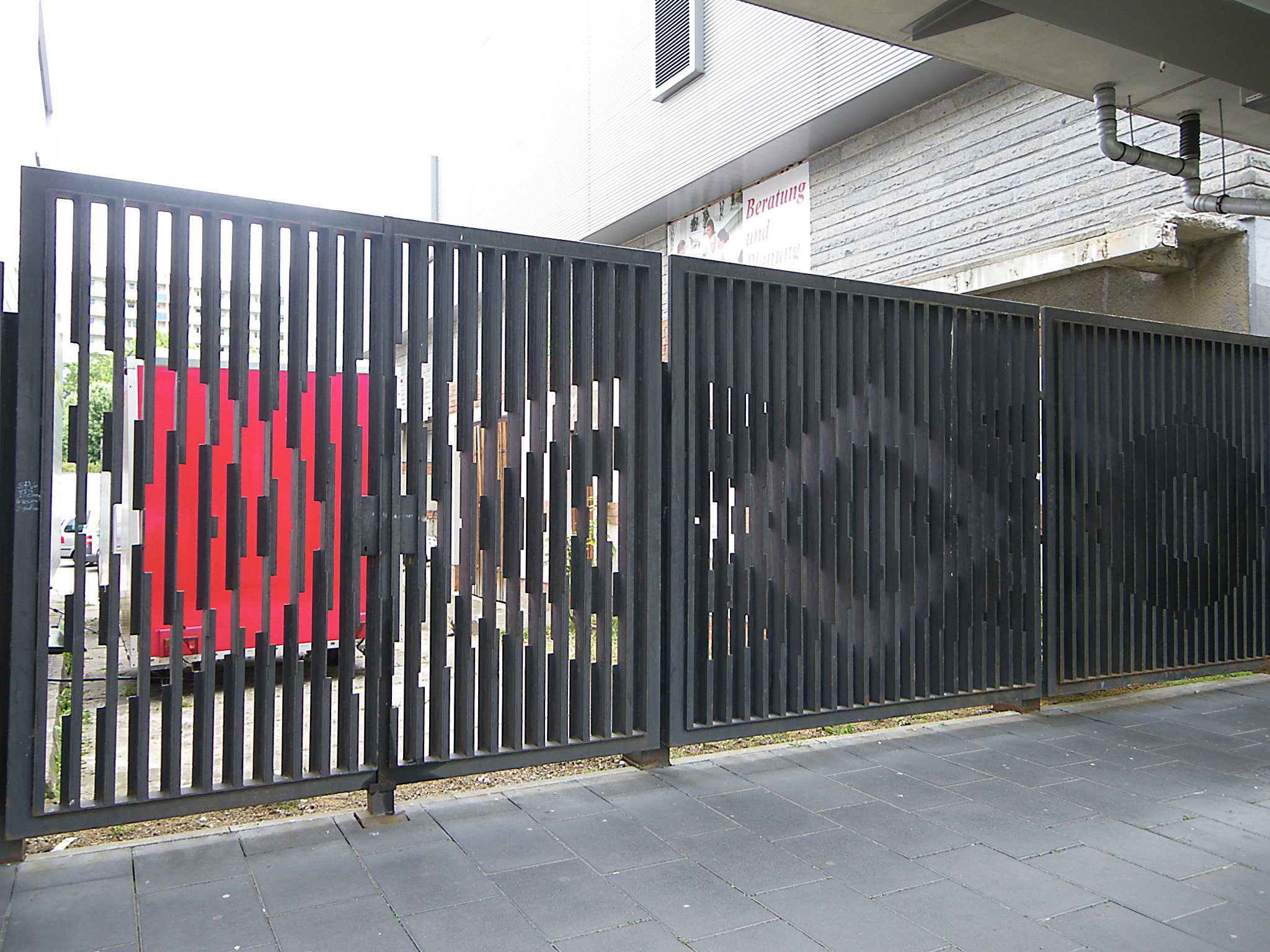
Tor in Halle-Neustadt

### Tafelbilder (Auswahl)
- Kabelleger (Öl, 1972)[6]
- Zwei Stabhochspringer (Öl, 1977)[7]

## Ausstellungen

### Einzelausstellungen
- 1977: Dresden
- 1996: Halle, Staatliche Galerie Moritzburg („Verschiebungen“)
- 1997: Halle, Kunstverein Talstraße[8]
- 2017: Halle, Hallescher Kunstverein („Künstlerische Gestaltungsarbeiten“)[9]

### Teilnahme an zentralen und wichtigen regionalen Ausstellungen in der DDR
- 1969 und 1979: Halle, Bezirkskunstausstellungen
- 1972/1973, 1977/1978 und 1987/1988: Dresden, VII., VIII. und X. Kunstausstellung der DDR
- 1977: Leipzig („Kunst und Sport“)